# Amane
Amane (jap. あまね, アマネ) – żeńskie imię japońskie, może być używane także jako nazwisko.

## Możliwa pisownia
Amane można zapisać, używając wielu różnych znaków kanji i może znaczyć m.in.:
- 天音 „niebiański dźwięk”
- 雨音 „dźwięk deszczu”
- 周

## Znane osoby
- Amane Nishi (周), japoński filozof

## Fikcyjne postacie
o imieniu Amane
- Amane Bakura (天音), bohaterka mangi Yu-Gi-Oh!
- Amane Kamori, bohaterka mangi Her Majesty's Dog
- Amane Kaunaq (雨音), bohaterka mangi i anime Tenchi Muyo! GXP
- Amane Ōtori (天音), bohaterka light novel, mangi i anime Strawberry Panic!
- Amane Suō (天音), jedna z bohaterek visual novel i anime z serii Grisaia

o nazwisku Amane
- Kaoru　Amane (雨音), bohaterka filmu Taiyō no uta
- Misa Amane (弥), bohaterka mangi i anime Death Note